# Landskrona BoIS
Landskrona BoIS (Landskrona Boll och Idrottssällskap) stiftet den 7. februar 1915 som en sammenlægning af IFK Landskrona og Landskrona BK (tidligere Diana BK) er en skånsk fodboldklub fra Landskrona, der spiller i den svenske række SuperEttan. I folkemund plejer klubben at kaldes for De stribede (Di randige) eller BoIS. Spilledragten er sort/hvidstribede trøjer og sorte bukser (deraf kælenavnet). Hjemmebane er siden 1924 Landskrona Idrætsplads (Karlslund) hvor tilskuerrekorden er 18.533 i en kvalifikationskamp til Allsvenskan i 1959 mod Degerfors.  Nuværende kapacitet er 10.000 tilskuere.
Klubben har historisk været rivaler med Helsingborg IF og Raa i nord og MFF og Malmø-Kammeraterne i syd. Men også lokalt med Landora, som var tæt på at rykke op i den højeste liga Allsvenskan i 1930'erne og med Borstahusene, som i den næsthøjeste liga i 1960'erne overgik Bois tilskuertal.
Klubben har ofte været at finde i Allsvenskan, men har aldrig vundet. I 1938/39 blev det dog til en tredje plads (den lille sølvmedalje) og tre gange er klubben sluttet på fjerdepladsen (der giver bronze i Sverige). I 1972 vandt klubben den svenske pokalturnering.
Klubben var med i den første sæson i Allsvenskan. I alt har klubben spillet 34 sæsoner i Allsvenskan og har kun spillet fire sæsoner lavere end i de to højeste divisioner. I 1972 spillede klubben mod Rapid Bukarest i første runde af Pokalvindernes Turnering men tabte. I 1977 spillede klubben første runde af UEFA-cuppen, hvor den igen mødte en engelsk modstander, Ipswich Town, som man også tabte til.
I 2005 rykkede klubben ud af Allsvenskan efter at have tabt to playoffkampe mod GAIS.
Klubben har haft flere danske trænere: Finn Willy Sørensen i 1977-1978, Kurt Stendahl 1986 og Torben Storm var træner i klubben 1994-1995.
Dansken Leif Carlsen scorede et vigtigt mål, da han stod for kampens eneste mål, da BoIS i august 1970
besejrede Helsingborgs IF i en direkte opgør om ligasejren i "Division 2 Södra Götaland".
Han og Kjeld Holm medvirkede til, at BoIS vandt ligaen og derefter fik mulighed for at spille kvalifikation om en plads i den
bedste svenske liga, Allsvenskan. I 1970 spillede Landskrona BoIS i en kvalifikationspulje, hvor også IFK Luleå,
Sandvikens IF og Skövde AIK var med. En kamp spilledes hjemme, en ude og i den sidste runde spilledes kampene
på neutral bane. BoIS begyndte hjemme og vandt 2-0 mod Sandviken. I Luleå fik BoIS derefter uafgjort, 0-0, i udekampen, og på Nya Ullevi sikrede BoIS deres comeback til Allsvenskan for første gang i 21 år; efter at have tabt kvalifikationen i 1958, 1959, 1962 og 1968.
Det svensk fodboldforbund (tilsvarende DBU i Danmark) tillod i 1971 kun svenske borgere i den højeste liga, Allsvenskan, hvilket fik betydning for både Leif Carlsen og Kjeld Holm.
Landskrona BoIS var fra Allsvenskans begyndelse et forholdsvis stabilt hold og deltog i 17 af de første 18 sæsoner i Allsvenskan. Også 1970'erne var en god tid og de seneste år i Allsvenskan var 2002 til 2005 (på grund af de lange vintre i Nord- og Mellemsverige har man siden  1959 spillet en sæson der strækker sig fra april til oktober. I premieren mod Helsingborg ("HIF") i 2002 var det ventet, at udeholdet, HIF, nemt ville vinde i Landskrona, men foran næsten 12.000 tilskuere sejrede BoIS med hele 6-2. Holdet rykkede dog ud af Allsvenskan i 2005 efter kvalifikationsspil mod GAIS fra Gøteborg.
Siden 2005 har klubben ikke været tæt på at komme tilbage i den bedste række, og publikum er begyndt at svigte til pga. de manglende resultater. 
BoIS' tilskuerrekord er 18.535 i en kvalifikationskamp mod Degerfors i 1959. Tilskuertal på over 10.000 hjemme er ikke usædvanligt, det skete fx seks gange i årene 2002-2004.

## Danske spillere
- Kjeld Holm, 1970.
- Leif Carlsen, 1970.
- Jan Nielsen, 1986.
- Bo With, 1986.
- Per Sefort, 1992-1994
- Johnny Kongsbøg, 1992-1994.
- Morten Nielsen, 1995.
- Landskrona Idrætsplads nordlige stand i 1950'erne.Dennis Larsen, 1996.
- Allan Ravn, 2003.
- Morten Avnskjold, 2005-2007.Med sine 334 mål er Harry Dahl den bedste målscorer nogensinde i Landskrona.
- Morten Nielsen, 2009-2010.
- Thomas Raun, 2010-2012.
- Mark Leth Pedersen, 2011.
- Niclas Rønne, 2014.
- Cheikh Sarr, 2014-2015.
- Jacob Perelman, 2023.
- Frederik Ihler 2023-

## Kendte spillere
- Claes Cronqvist
- Alexander Farnerud
- Sonny Johansson ("Kong Sune af BoIS" 1968-1984, scorede 310 mål. Også 3 landskampe (1 mål), deraf mod Danmark i Idrætsparken 1977 – en kamp der sluttede med dansk sejer 2-1)
- Rasmus Lindgren
- Johnny Lundberg
- Hasse "HP" Persson 1955-1965
- Jörgen Pettersson
- Rade Prica
- Mikael Rynell
- Håkan Söderstjerna

## Ti bedste tilskuertal hjemme
1. 18.535 mod Degerfors IF, 14. oktober 1959 , Kvalifikation for Allsvenskan [7]
2. 17.696 mod Malmö FF, 6. juni 1975, Allsvenskan [8]
3. 16.010 mod AIK, 21. oktober 1962, Kvalifikation for Allsvenskan [9][10]
4. 15.685 mod Sandvikens IF, 10. oktober 1970, Kvalifikation for Allsvenskan [11]
5. 15.514 mod Malmö FF, 6. juni 1973, Allsvenskan [12]
6. 15.116 mod Jönköping Södra IF, midten af oktober 1968, Kvalifikation for Allsvenskan [13]
7. 15.114 mod Örgryte IS, 19. oktober 1958, Kvalifikation for Allsvenskan [14]
8. 15.036 mod Malmö FF, 12. september.1971, Allsvenskan [8]
9. 15.015 mod Helsingborgs IF, 29. august 1970, Division 2 [14]
10. 14.693 mod Malmö FF, 12. september 1974, Allsvenskan [8]